# Jenna Haze
Jenna Haze is het pseudoniem van Jennifer Maria Corrales (Fullerton, 22 februari 1982), een Amerikaanse pornoactrice.

## Biografie
Haze is van Spaanse, Duitse en Ierse afkomst. Ze begon met het maken van pornofilms in 2001, toen ze 19 was. Anno 2010 heeft ze inmiddels in 448 films geacteerd.

## Filmografie (selectie)
- The Morgan Sex Project 6 (2001)
- Up and Cummers 98 (2001)
- Nasty Nymphos 32 (2001)
- Nasty Girls 25 (2001)
- Service Animals 4 (2001)
- Nasty Girls 26 (2001)
- I Love Lesbians 10 (2001)
- Lewd Conduct 12 (2002)
- Big Bottom Sadie (2002)
- When the Boyz Are Away the Girlz Will Play 6 (2002)
- When the Boyz Are Away the Girlz Will Play 7 (2002)
- When the Boyz Are Away the Girlz Will Play 8 (2002)
- When the Boyz Are Away the Girlz Will Play 9 (2002)
- The Taste of a Woman (2002)
- Sodomania Slop Shots 12 (2002)
- Kick Ass Chicks 2: Jenna Haze (2002)
- Inferno (2002)
- Graced (2003)
- The Best by Private 50: Lesbian Games (2003)
- Jenna Loves Girls (2003)
- Jenna Loves Threesomes (2004)
- Jenna Haze Stripped (2004)
- Jenna's Obsession (2004)
- Jenna's Juicy (2004)
- I Know What You Did Last Night (2004)
- Boned! (2005)
- Slut School (2005)
- Jenna Does Carmen (2005)
- Educating Jenna (2005)
- Cum Buckets! 4 (2005)
- Babes Behind Bars (2005)
- Fashionistas Safado: The Challenge (2006)
- Kick Ass Chicks 35: Pigtails (2006)
- The Greatest Cum Sluts Ever! (2006)
- Jenna Haze Is Ravaged (2006)
- Jenna Haze: Dark Side (2006)
- Evil Anal 2 (2006)
- The Predator (2007)
- Operation: Desert Stormy (2007)
- Seymore Butts: Jenna 9.5 (2007)
- Not Bewitched XXX (2008)
- Pirates II: Stagnetti's Revenge (2008)
- This Ain't the Munsters XXX (2008)
- Pretty as They Cum (2008)
- Jesse Jane: Kiss Kiss (2008)
- The Office: A XXX Parody (2009)
- Interactive Sex with Jenna Haze (2009)
- This Ain't Star Trek XXX (2009)
- Jenna Haze: Nymphomaniac (2009)
- This Isn't Twilight: The XXX Parody (2009)
- This Isn't 'The Twilight Saga: New Moon': The XXX Parody (2009)
- Rawhide II: Dirty Deeds (2009)
- This Isn't 'The Twilight Saga: Eclipse': The XXX Parody (2010)
- The Pretty Reckless - My Medicine (2010) (videoclip)
- Just Jenna 2 (2011)
- In Riley's Panties (2011)
- Jailhouse Heat 3D (2011)
- A Job for Jenna (2011)
- Raised by Wolves (2014) (reguliere film)
- Pocket Listing (2015) (reguliere film)
- Fallen II: Angels & Demons (2018)

## Prijzen
- 2003 AVN Award for Best New Starlet
- 2003 AVN Award for Best Solo Sex Scene (Big Bottom Sadie)
- 2006 F.A.M.E. Awards for Fan Favorite Best Butt
- 2007 AVN Award for Best Oral Sex Scene, Video (Jenna Haze Darkside)
- 2007 AVN Award for Best Group Sex Scene, Video (Fashionistas Safado: The Challenge)
- 2007 CAVR Award for Best Movie Performance (Jenna Haze Darkside)
- 2007 XRCO Award for Best On-Screen Chemistry (Fashionistas Safado: The Challenge)
- 2007 F.A.M.E. Awards for Favorite Oral Starlet
- 2008 AVN Award for Best Couple Sex Scene, Video (Evil Anal 2)
- 2008 XRCO Award for Orgasmic Oralist
- 2008 F.A.M.E. Awards for Favorite Anal Starlet
- 2008 Adult Nightclub and Exotic Dancer Awards for Adult Movie Entertainer of the Year
- 2009 AVN Award for Female Performer of the Year
- 2009 AVN Award for Best Tease Performance (Chris Streams' Pretty As They Cum)
- 2009 XBIZ Award for Female Performer of the Year
- 2009 XRCO Award for Female Performer of the Year
- 2009 F.A.M.E. Awards for Dirtiest Girl In Porn
- 2009 F.A.M.E. Awards for Favorite Oral Starlet
- 2009 Hot d'Or Award for Best American Female Performer
- 2010 PornstarGlobal 5 Star Award Winner

 Portaal film · Portaal seksualiteit
- Gemeinsame Normdatei: 1172237387
- Virtual International Authority File: 4937154387422130970007
- WorldCat: E39PBJqBwccQrRtt6FGj7gWv73